# Hainewalde
Hainewalde este o comună situat pe malul de râului Mandau din landul Saxonia, Germania cu o populație de circa 1.800 de locuitori.

## curiozități
- Hainewalde a castel nou e castel de apă
- criptă baroc "Kanitz-Kyaw"